# Bavorské národní muzeum
Bavorské národní muzeum (německy Bayerisches Nationalmuseum) v Mnichově je jednou z nejvýznamnějších sbírek soch a dekorativního umění na světě. Dále je zde oddělení lidového umění se známou sbírkou jesliček. Vznik muzea v 50. letech 19. století podnítil král Maxmilián II. Bavorský, který také nové instituci dal její jméno; muzeum se po výstavbě své původní budovy (dnešní Muzeum pěti kontinentů) otevřelo roku 1867. Prostor však muzeu brzy nestačil, a tak novou budovu navrhl Gabriel von Seidl, byla dostavěna roku 1900 a později několikrát rozšířena.

## Galerie

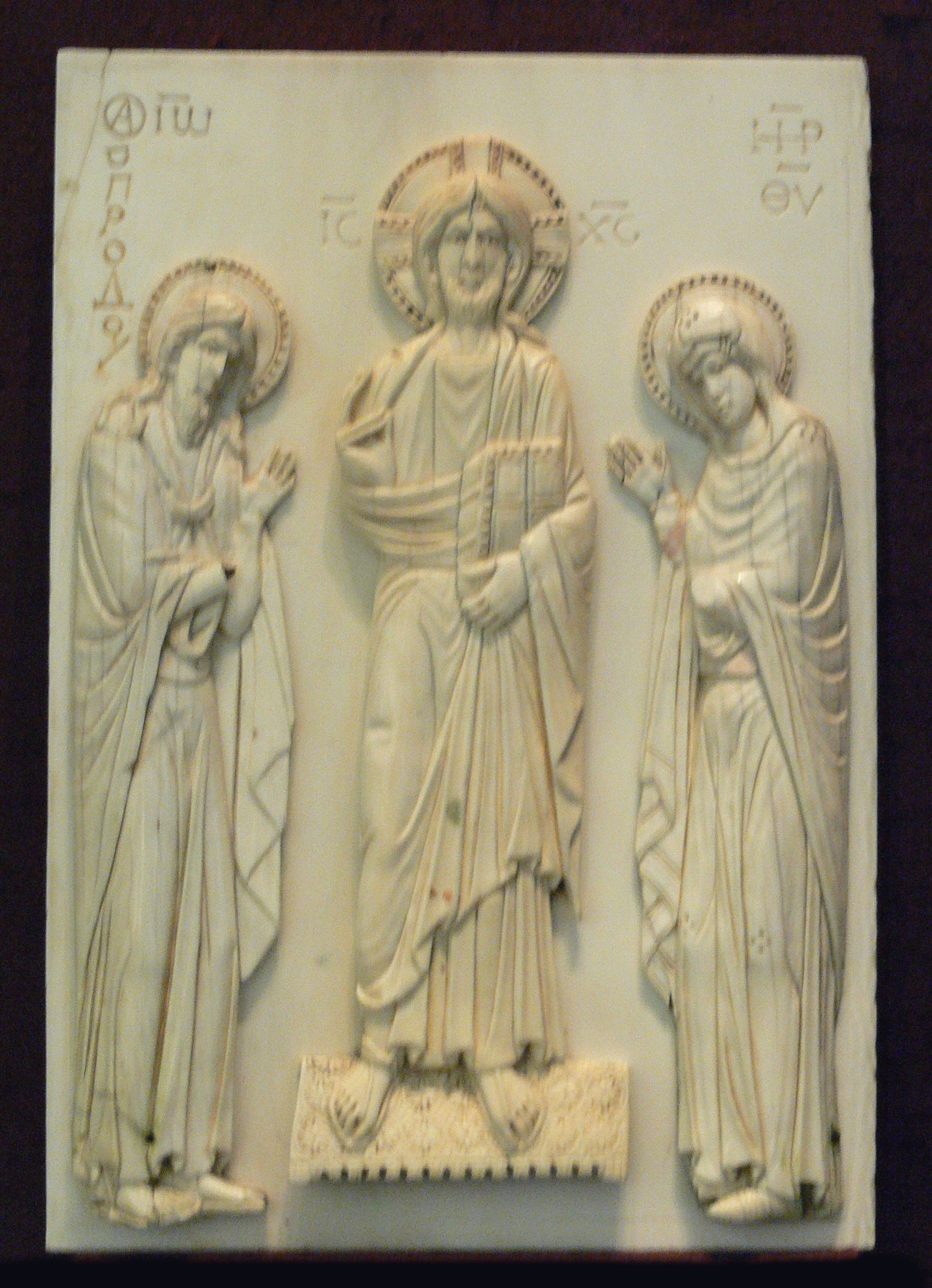
Kristus mezi Marií a Janem, byzantská řezba ve slonovině
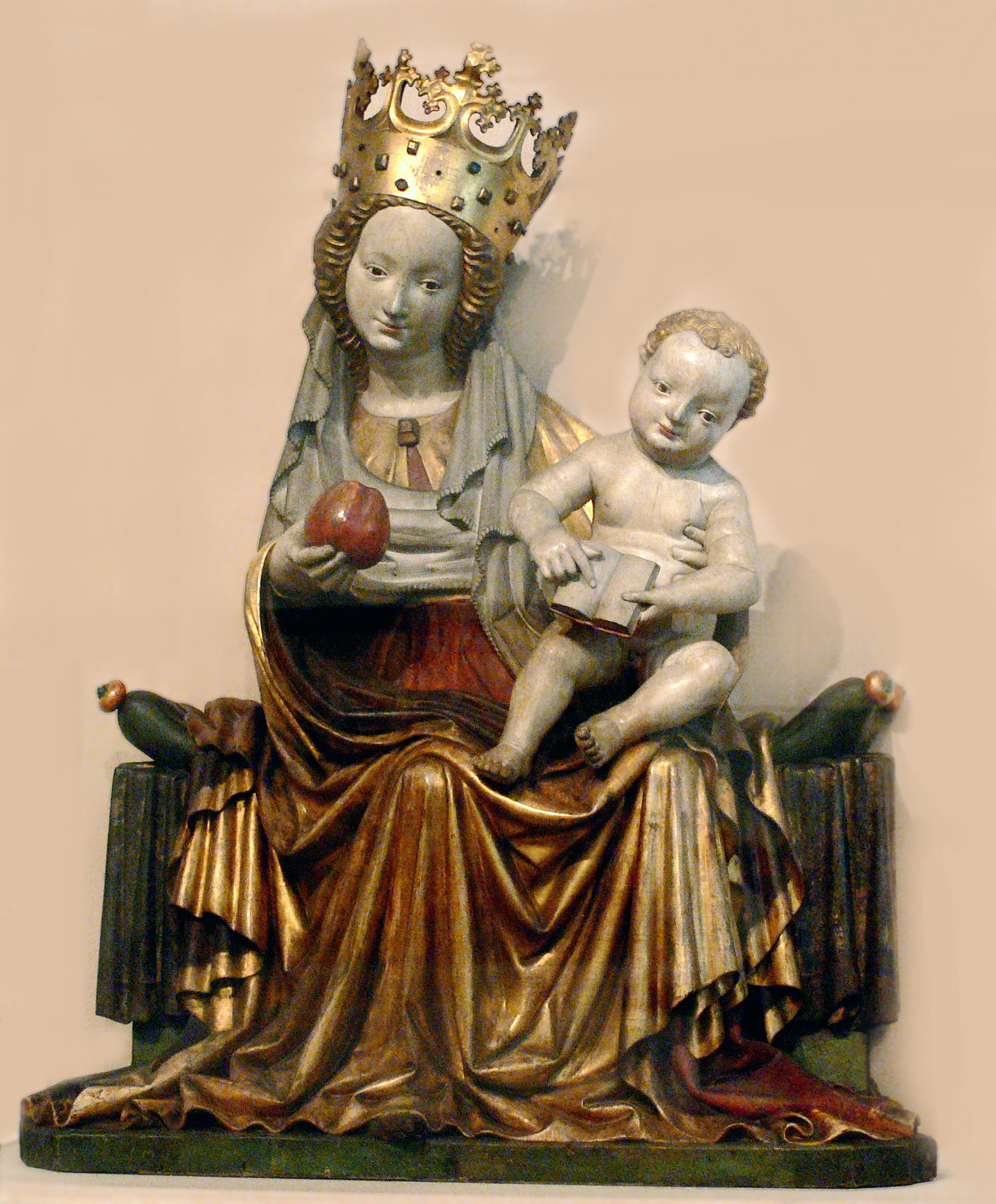
Madona, gotická práce z kláštera Seeon
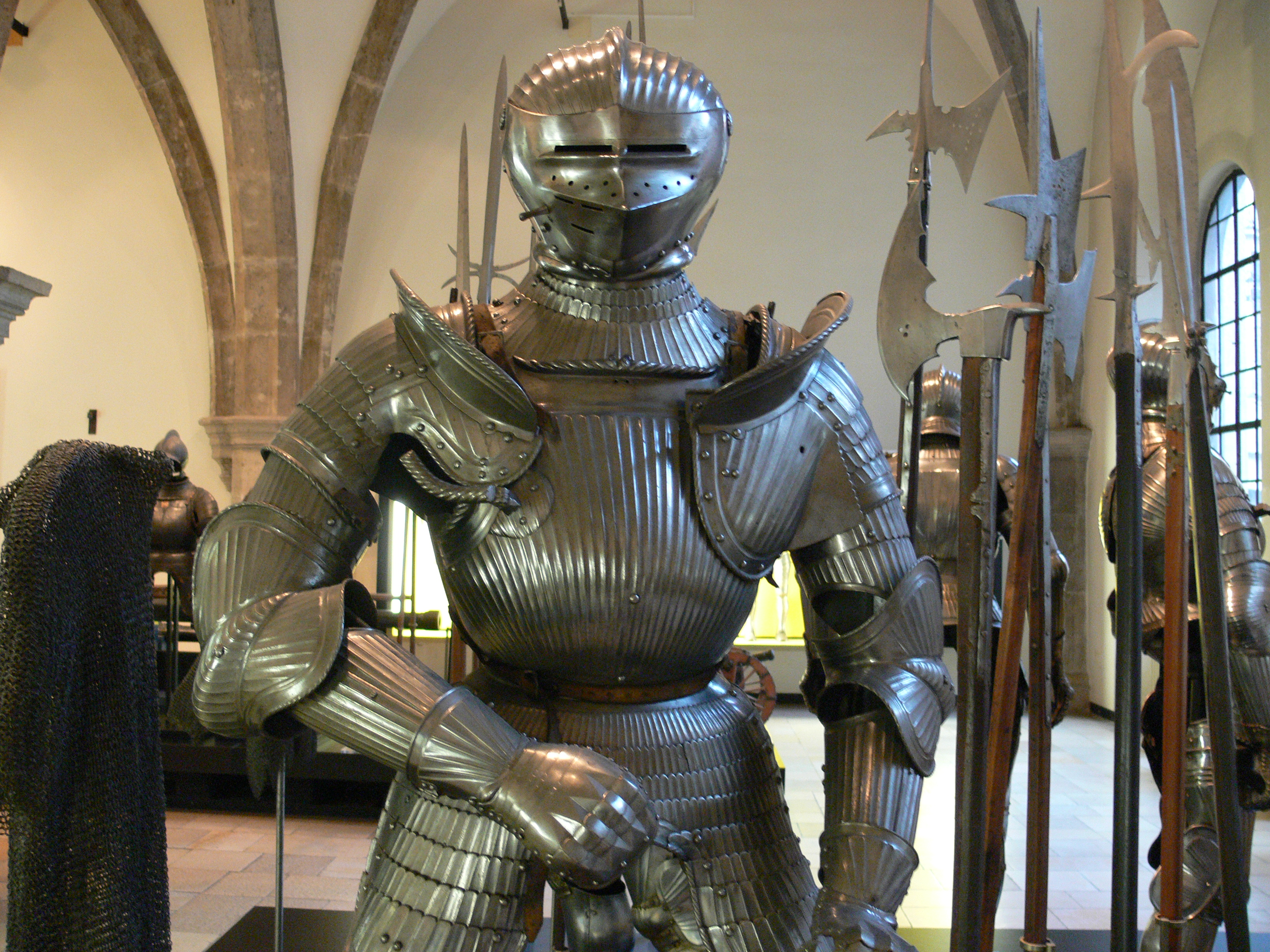
Středověké brnění
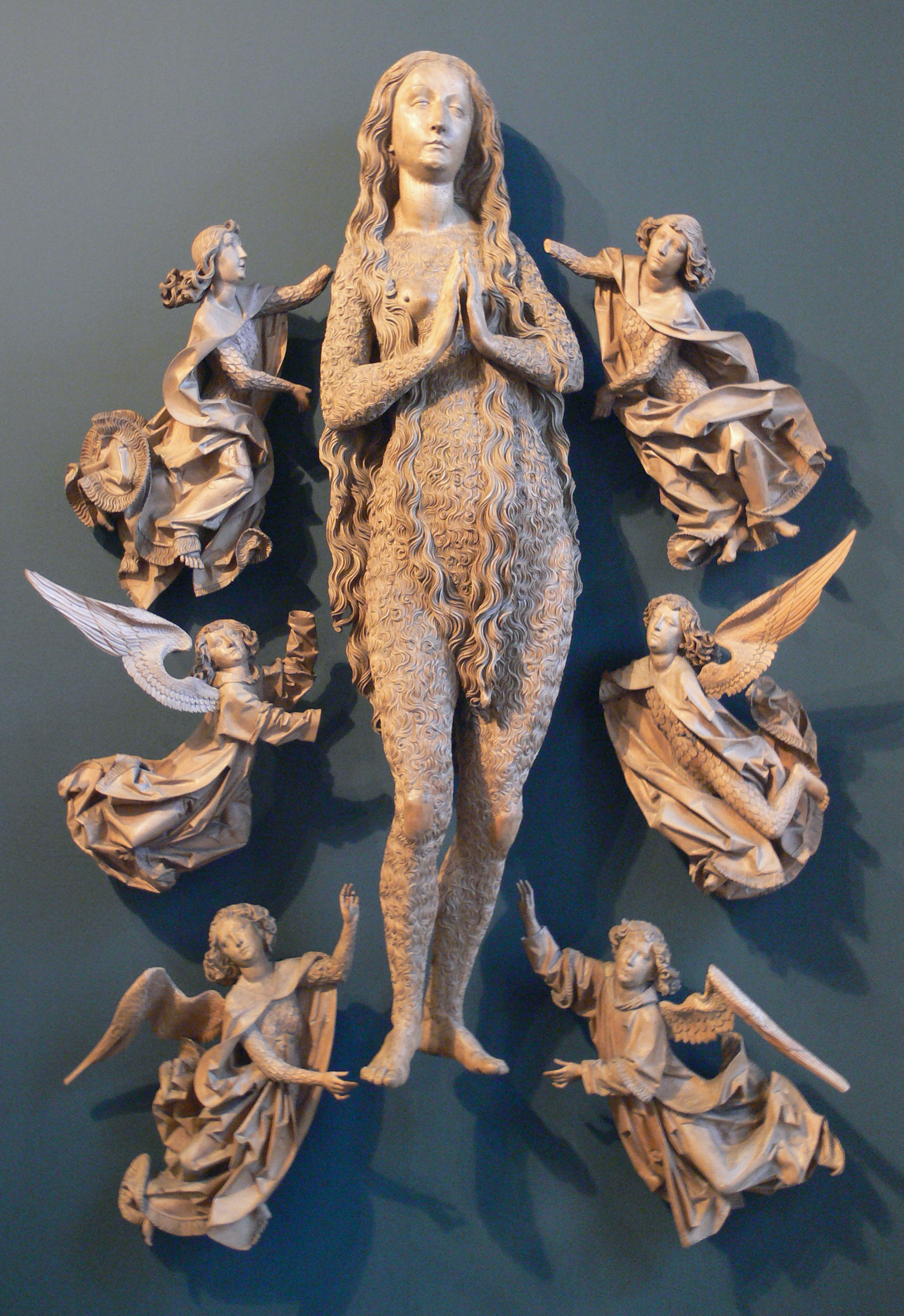
Tilman Riemenschneider: Magdalena
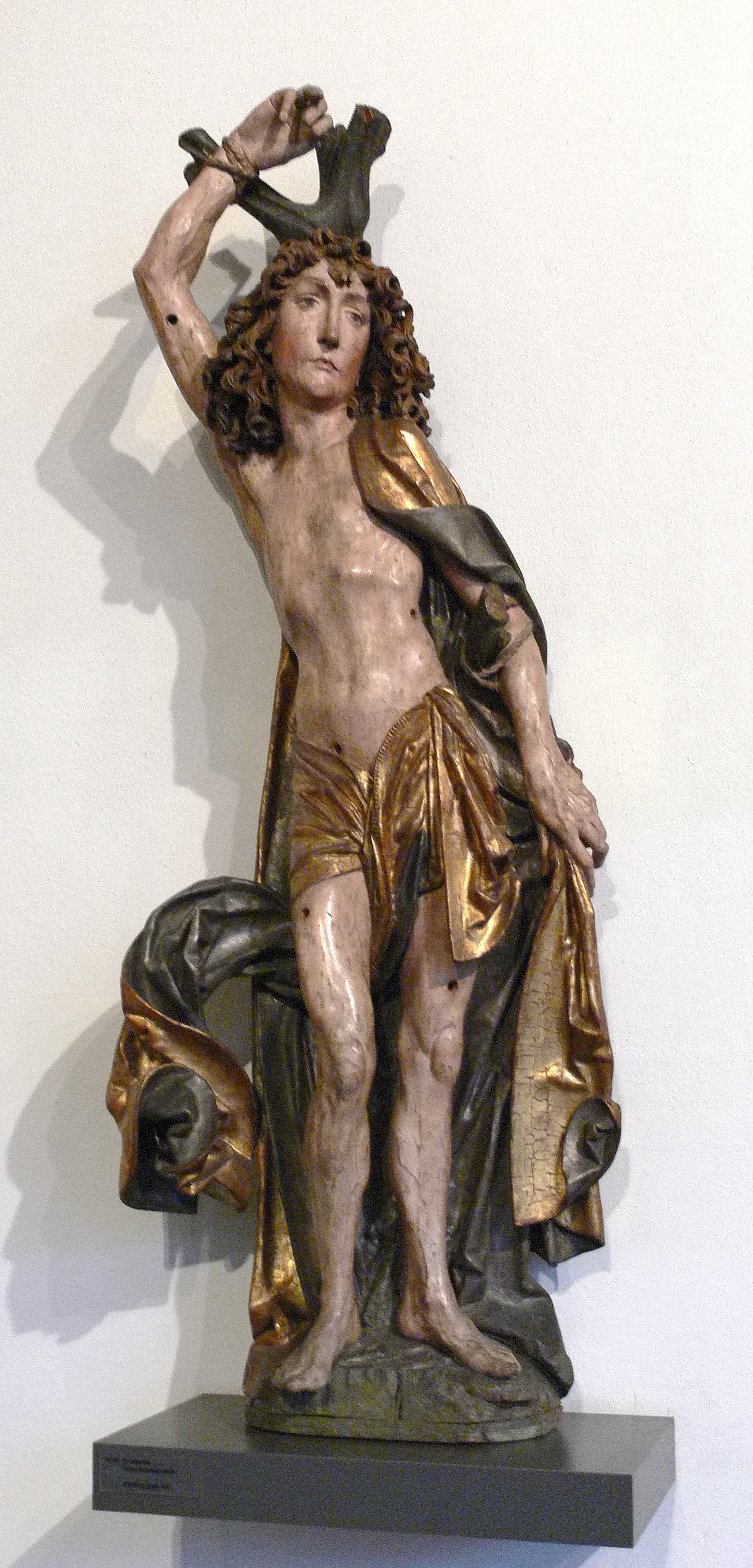
Tilman Riemenschneider: Sv. Sebastián
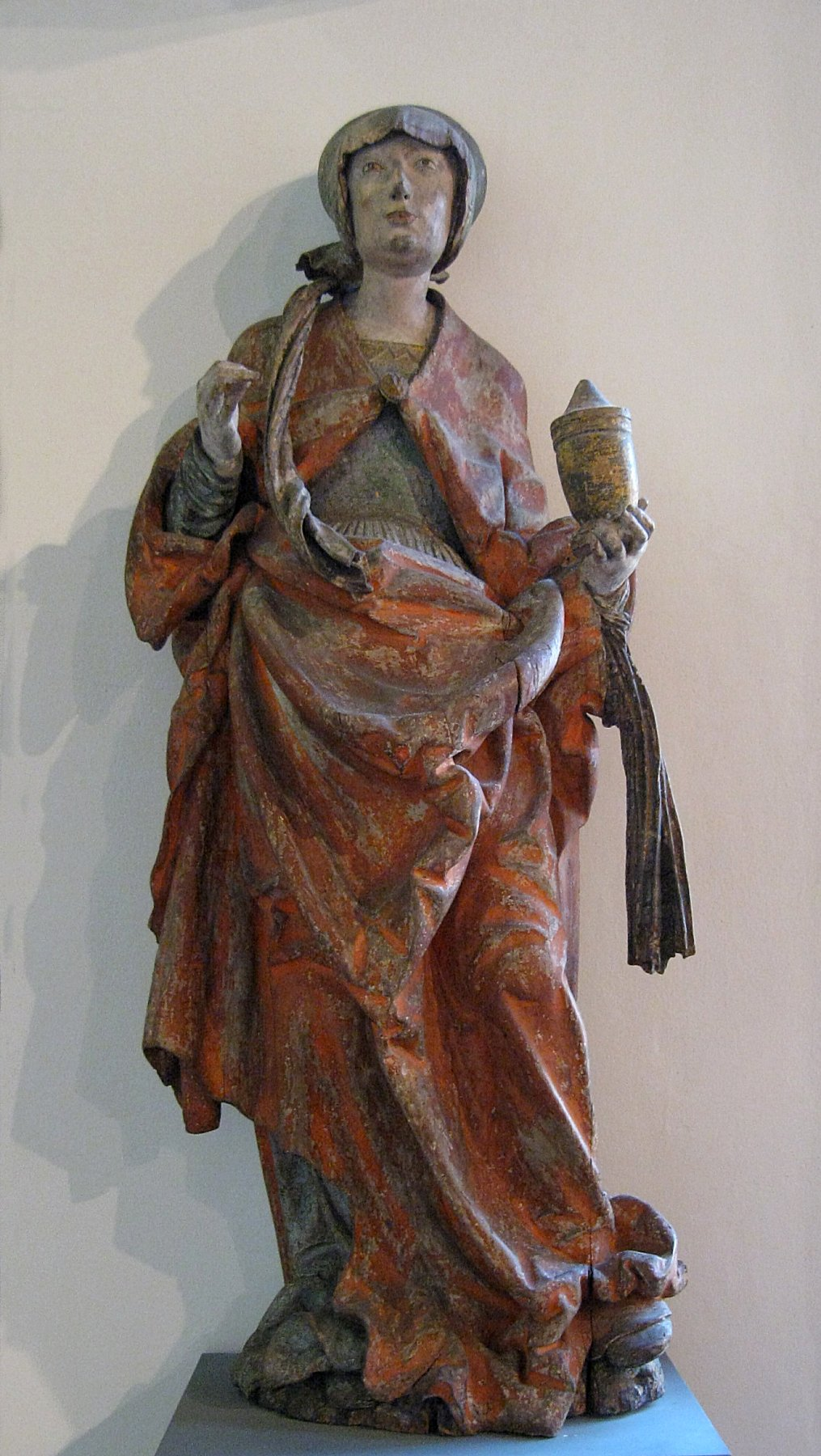
Hans Leinberger: Máří Magdaléna, kolem r. 1520
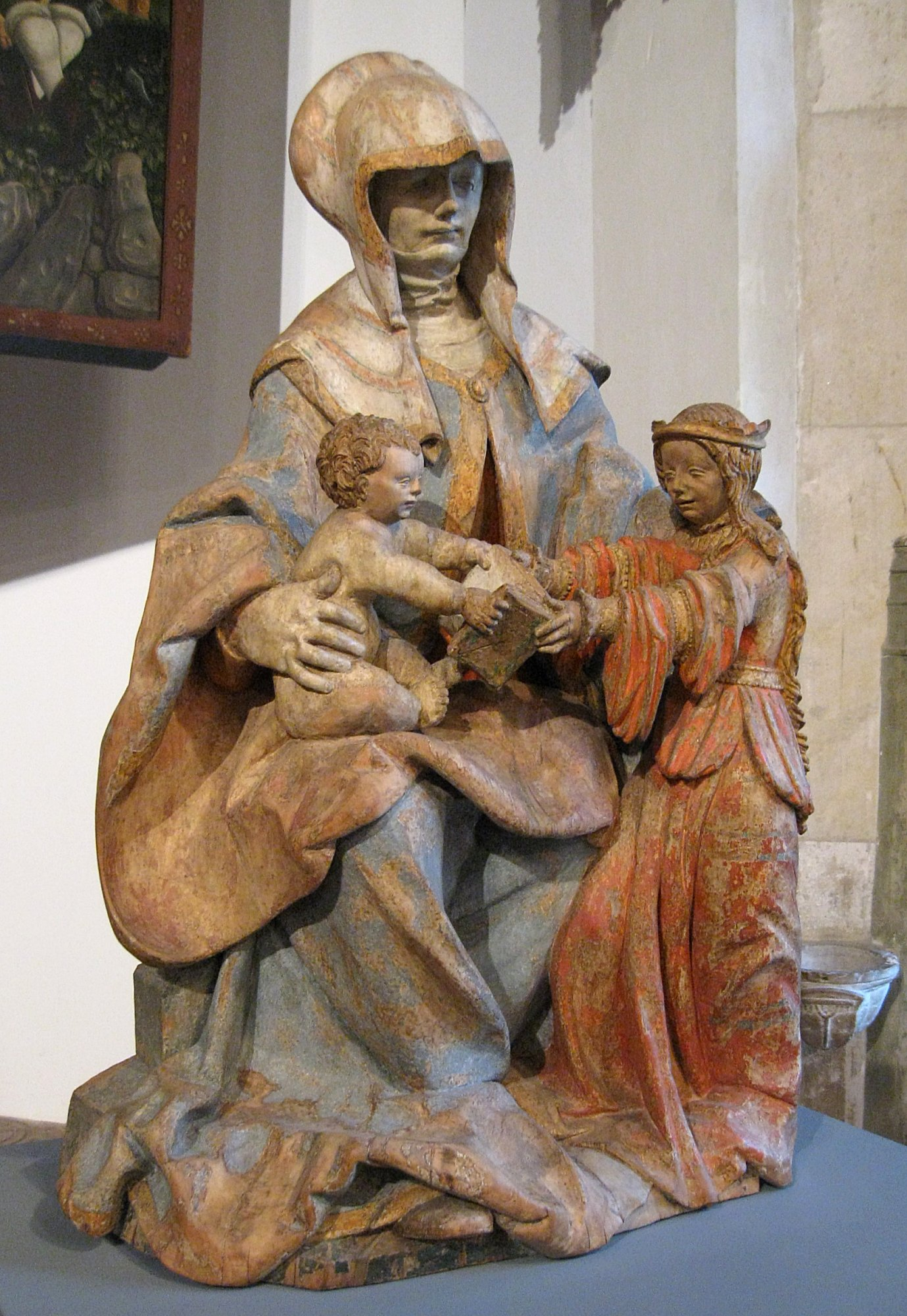
Hans Leinberger: Sv. Anna Samotřetí
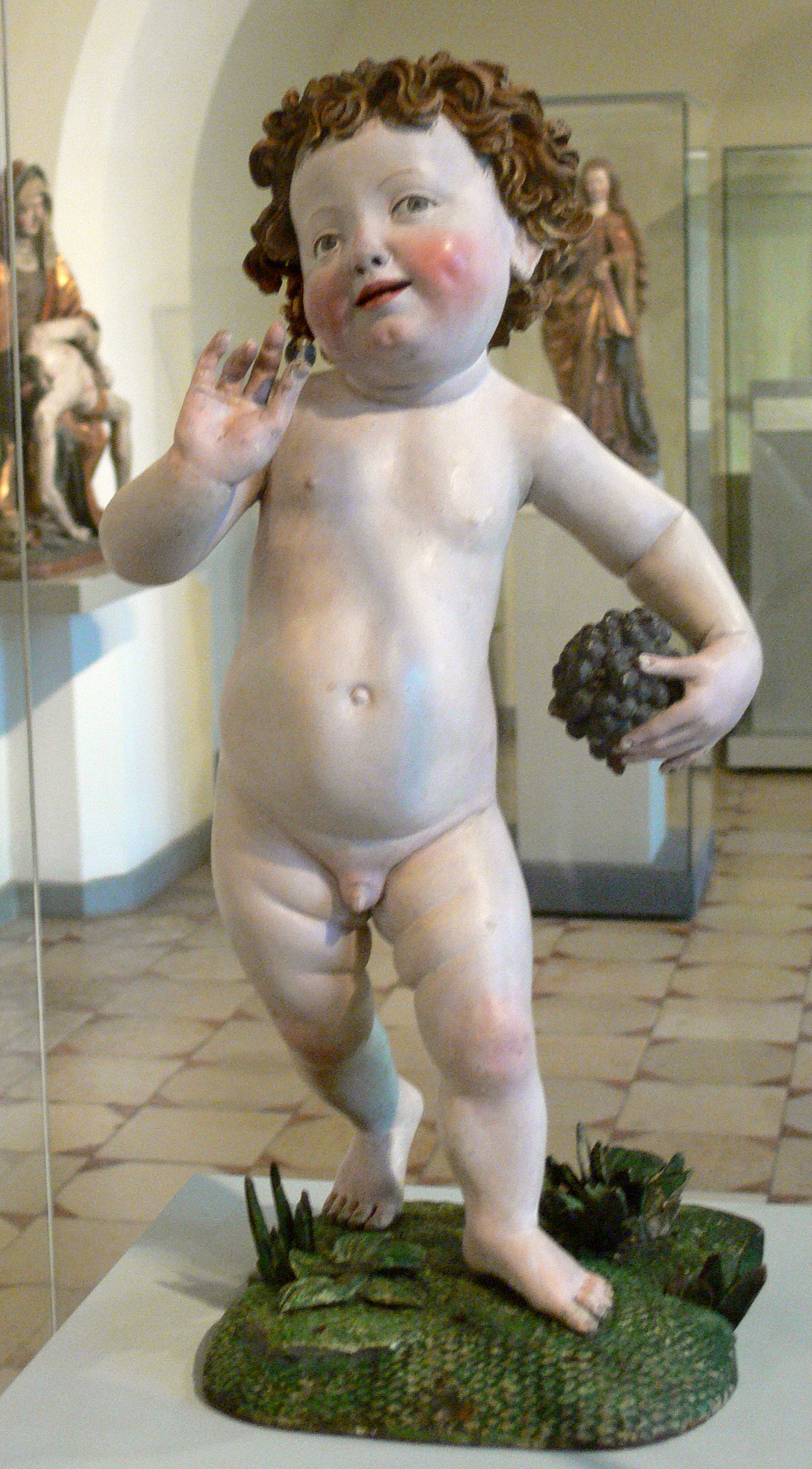
Niclaus Gerhaerts von Leyden: Ježíšek s hroznem vína
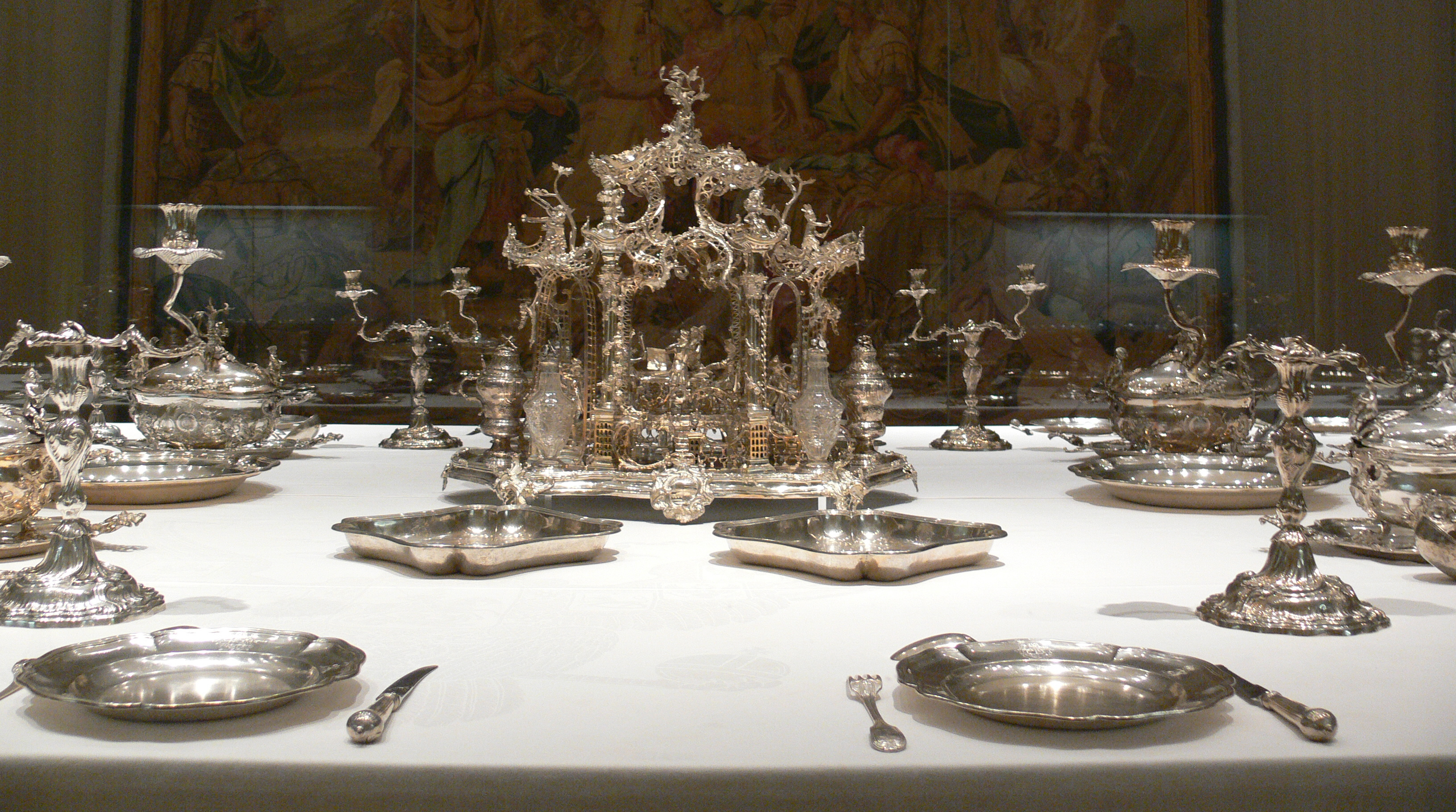
Augsburská stolní souprava knížat biskupů z Hildesheimu
Conrat Meit: Judita s hlavou Holoferna
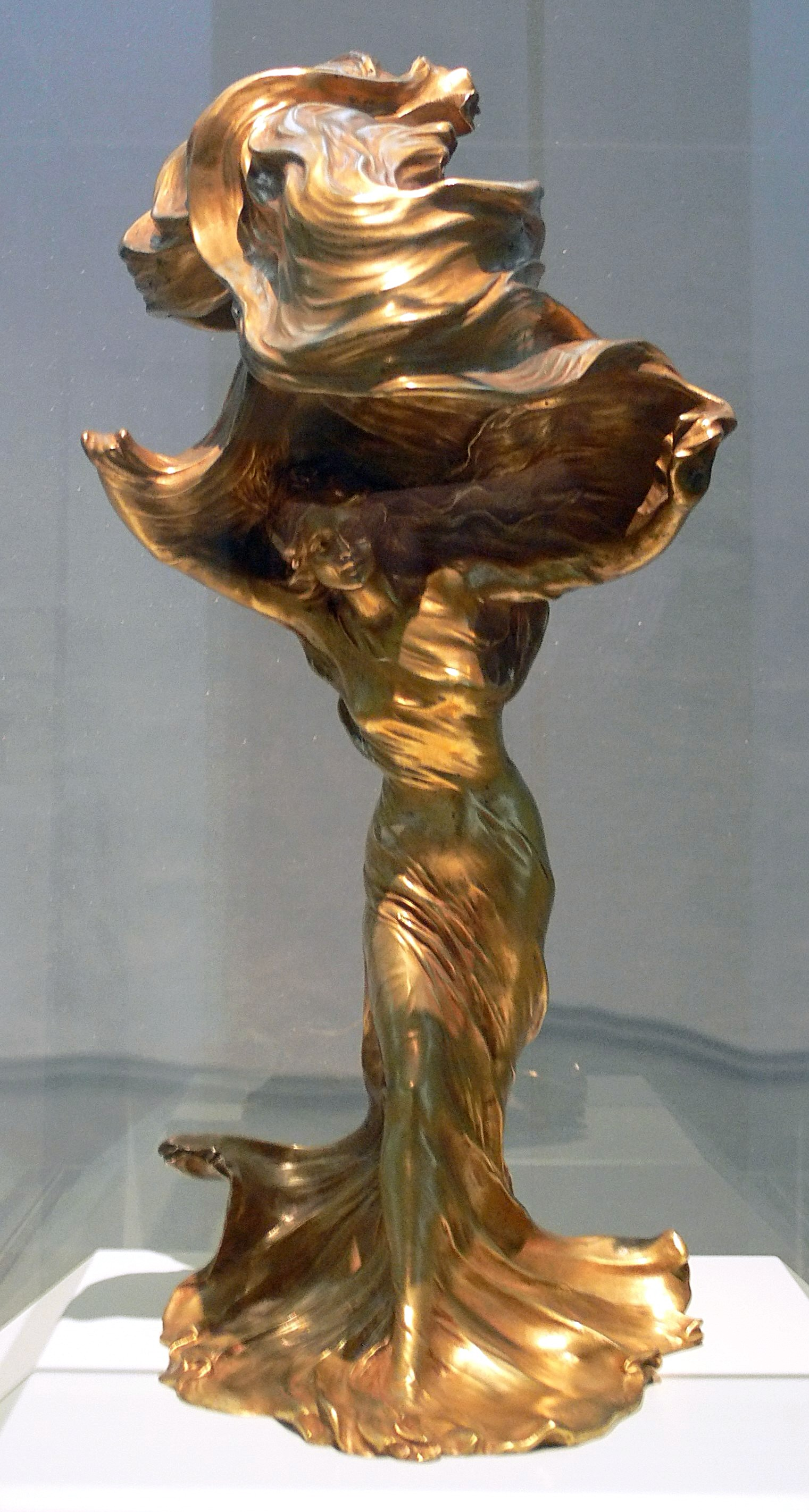
Loie Fuller: Lampa ve tvaru tanečnice